# 進信蔵
進 信蔵（しん のぶぞう、1899年11月5日 - 1933年2月9日）は、日本の海軍軍人。日本海軍搭乗員として純日本産カタパルトからの射出実験、また日本・サイパン間の往復飛行に成功し、のちに殉職した海軍中佐である。

## 経歴
福岡県出身。豊津中学（現福岡県立育徳館中学校・高等学校）卒業、海軍兵学校48期。同期生に神重徳、大石保、三和義勇らがいる。1921年(大正10年)6月少尉任官、霞ヶ浦海軍航空隊航空術学生となり、操縦員として訓練を受ける。1928年(昭和3年)、田中綏稔技師らが開発した火薬式カタパルトによる射出実験は、無人機によって成功し、また首が骨折しないことを人形、猿によって確認した。次いで人間が実際に搭乗して実験をすることになり、進は志願したのである。一五式水上偵察機に搭乗した進は、実験を3回成功させ、続いて松村健次郎大尉が2回成功させる。純日本産カタパルトの開発成功であった。翌年には一五式飛行艇を指揮し、横須賀・サイパン間の往復飛行にはじめて成功している。2500海里の航程であり、"容易ならぬ大飛行"であった。1932年(昭和7年)12月1日少佐へ進級。翌年2月8日、千葉県沖ノ島沖で夜間訓練中に殉職。少佐進級から2月余りであったが中佐に任じられた。進の人柄は沈着真勇であったという。
<航空関係の補職>
- 佐世保海軍航空隊附
- 水上機母艦「能登呂」乗組
- 横須賀海軍航空隊附
- 霞ヶ浦海軍航空隊附
- 横須賀海軍航空隊分隊長兼重巡「妙高」艤装員
- 重巡「衣笠」乗組兼第五戦隊司令部附
- 横須賀海軍航空隊分隊長兼教官
- 館山海軍航空隊分隊長